# Topolovgrad (obchtina)
La commune de Topolovgrad (en bulgare Община Тополовград - Obchtina Topolovgrad) est située dans le sud-est de la Bulgarie.

## Géographie

### Géographie physique
L'extrémité est et nord-est de la commune est constituée par la vallée de la rivière Toundja. La bande centrale, qui va du nord-ouest au sud-est, est légèrement vallonnée. Le terrain s'élève à partir de Topolovgrad, vers le sud-sud-ouest, pour atteindre le mont Vichégrad situé à 856 mètres.

### Géographie humaine
La commune de Topolovgrad est située dans le sud-est de la Bulgarie, à 285 km à l'est-sud-est de la capitale Sofia. Elle est limitrophe de la Turquie. Son chef lieu est la ville de Topolovgrad et elle fait partie de la région administrative de Khaskovo.
Malgré le développement des infrastructures et de l'emploi dans les années 1950 et 1960, la population - surtout les jeunes - quitte de plus en plus la région, dans les années 1970 et 1980, pour s'installer dans les centres urbains importants tels Stara Zagora, Yambol, Khaskovo et Plovdiv. Ce processus se poursuit dans les années 2000.
| 1975   | 1985   | 1992   | 2001   | 2005   | 2010   |
| ------ | ------ | ------ | ------ | ------ | ------ |
| 23 910 | 20 986 | 19 075 | 15 414 | 14 595 | 11 770 |

,

## Histoire
Les fouilles archéologiques ont révélé l'existence d'habitats datant de la Préhistoire. La région fut habitée par les Thraces et fit partie du cœur du royaume des Odryses. Celui-ci passa sous l'autorité du royaume de Macédoine, de -343/-342 à la fin du IIIe siècle av. J.-C., tout en conservant, une partie du temps, ses propres roi. À partir du milieu du IIe siècle av. J.-C., la région passa progressivement sous influence romaine et fut intégrée, en l'an 46, à l'Empire romain, au sein de la province de Thrace.
Après les Grandes invasions et l'installation des Slaves, la région resta dans l'Empire byzantin. Région frontalière, elle fut souvent ravagée et changea de main plusieurs fois. Elle fit partie du Premier État bulgare sous les tsars Tervel, Kardam, Kroum et Siméon Ier de Bulgarie avant de redevenir byzantine. Elle repassa sous autorité bulgare pendant le règne d'Ivan Assen II. Perdue au profit de l'Empire byzantin, elle fut reprise par Théodore Svetoslav. La région de Topolovgrad fut conquise, en 1373, par l'Empire ottoman, lors de la marche de Timourtach Pacha sur la forteresse de Yambol.
La première mention relative au village de Kavaklou (actuel Topolovgrad) figure dans un registre fiscal ottoman datant de 1492-1493 : il indique la présence de 33 familles, toutes musulmanes. Au début du XVIIe siècle, lors de sa transformation en vakif du sultan Bayazid II, le village est habité par 104  familles chrétiennes. Après une période de troubles à la fin du XVIIIe siècle et au début du XIXe siècle, la région est pacifiée. Des populations chrétiennes s'y installent massivement, à compter du milieu du siècle.
Lors de la guerre russo-turque de 1877-1878, les armées du tsar pénètrent dans la région en janvier 1878. Intégrée au nouvel État bulgare, par le traité de San Stefano (1878), elle est finalement rattachée, par le traité de Berlin de 1878, à la province autonome de Roumélie orientale, laissée sous autorité ottomane. Kavakli devient le centre d'une canton au sein du département de Sliven. En 1885, la région est intégrée, avec le reste de la Roumélie orientale, à la principauté de Bulgarie.
En mai 1901, le canton de Kavakli est démantelé : la ville et la plupart des villages sont inclus dans le canton de Kazalagatch. Après 1906 et, surtout, en 1911, commence une émigration progressive de la population grecque des environs de Kavakli. Après la deuxième guerre balkanique, le reste de la population grecque de la région part alors que celle-ci accueille des réfugiés venus du sud de la Thrace et sud-est de la Macédoine. Après la Première Guerre mondiale, le traité de Neuilly et l'Accord Mollov-Kafandaris (1927), la composition ethnique change complètement : tous les grecs quittent la région à destination de la Grèce et sont remplacés par des immigrés bulgares venant de Thrace Adrianopolitaine, de Thrace égéenne et une dizaine de familles venant de Macédoine égéenne. Dans les années suivantes, l'arrivée des réfugiés de Thrace et de Macédoine transforme progressivement les environs de Kavakli en région spécialisée dans la production de tabac, l'élevage d'animaux et la culture de la vigne. Les environs de Topolovgrad sont inblus, en 1934, avec les environs d'Elkhovo, dans l'oblast (région) de Bourgas. 
En mai 1945, Topolovgrad redevient le chef-lieu d'un canton, d'abord au sein de l'okrag de Yambol puis de l'okrag de Stara Zagora. En 1959 sont supprimés les cantons (okoliy) et Topolovgrad devient le centre d'une commune faisant partie de l'okrag de Stara Zagora. Par décret n°2704 en date du 28 août 1987, la commune est transférée dans Khaskovo.

## Administration

### Structure administrative
La commune compte 1 ville et 20 villages :
| - ville de Topolovgrad - village de Balgarska polyana - village de Dobrosselets - village de Filipovo - village de Kamenna réka | - village de Kapitan Pétko Voïvoda - village de Khlyabovo - village de Knyajévo - village de Mramor - village d'Oréchnik | - village d'Orlov dol - village d'Oustrém - village de Planinovo - village de Prisadets - village de Radovets | - village de Sakartsi - village de Sinapovo - village de Srém - village de Svétlina - village de Tchoukarovo | - village de Vladimirovo |

## Galerie

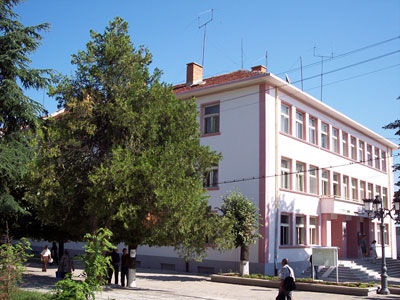
La mairie de Topolovgrad
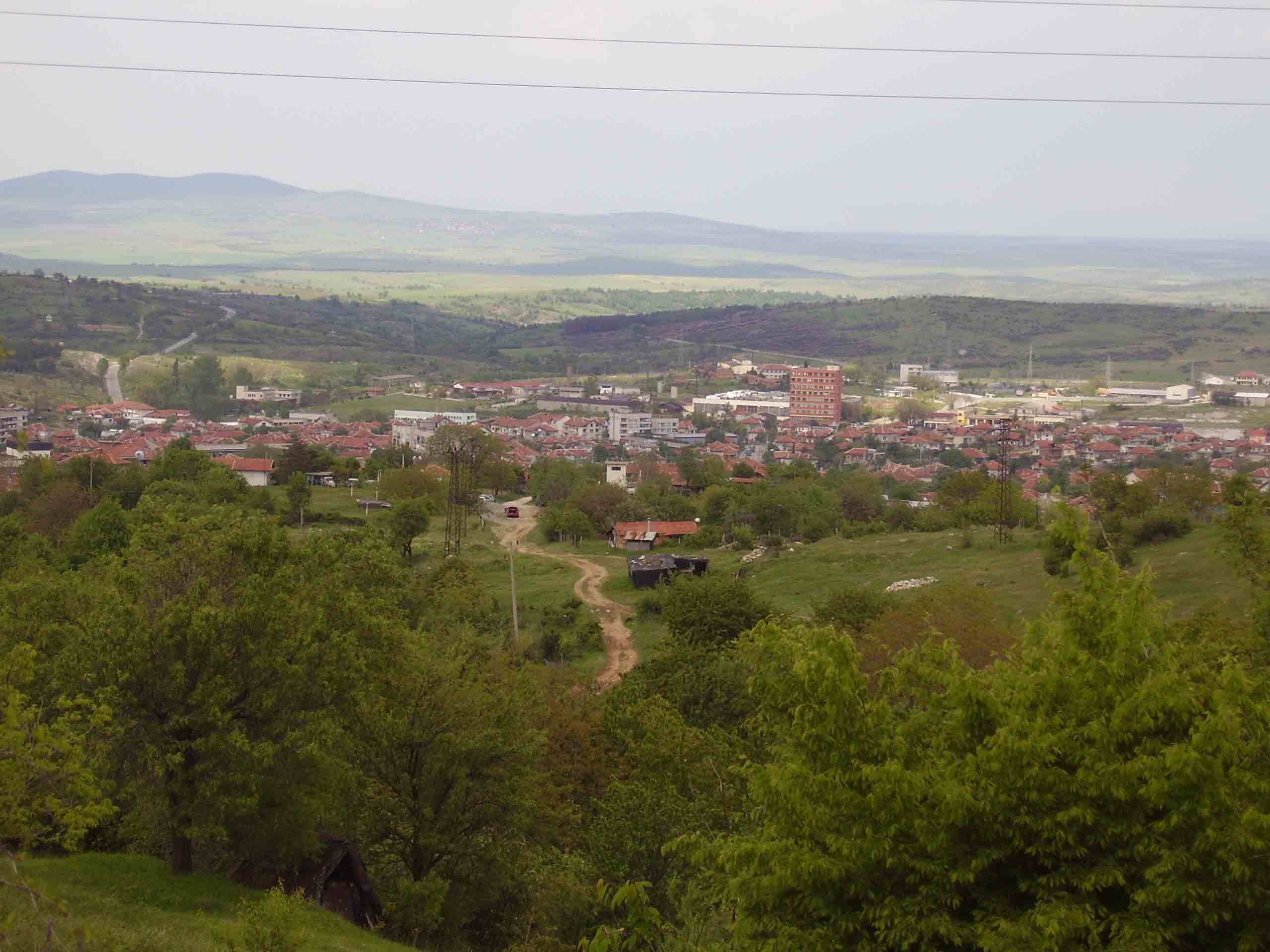
Vue de Topolovgrad depuis le massif du Sakar
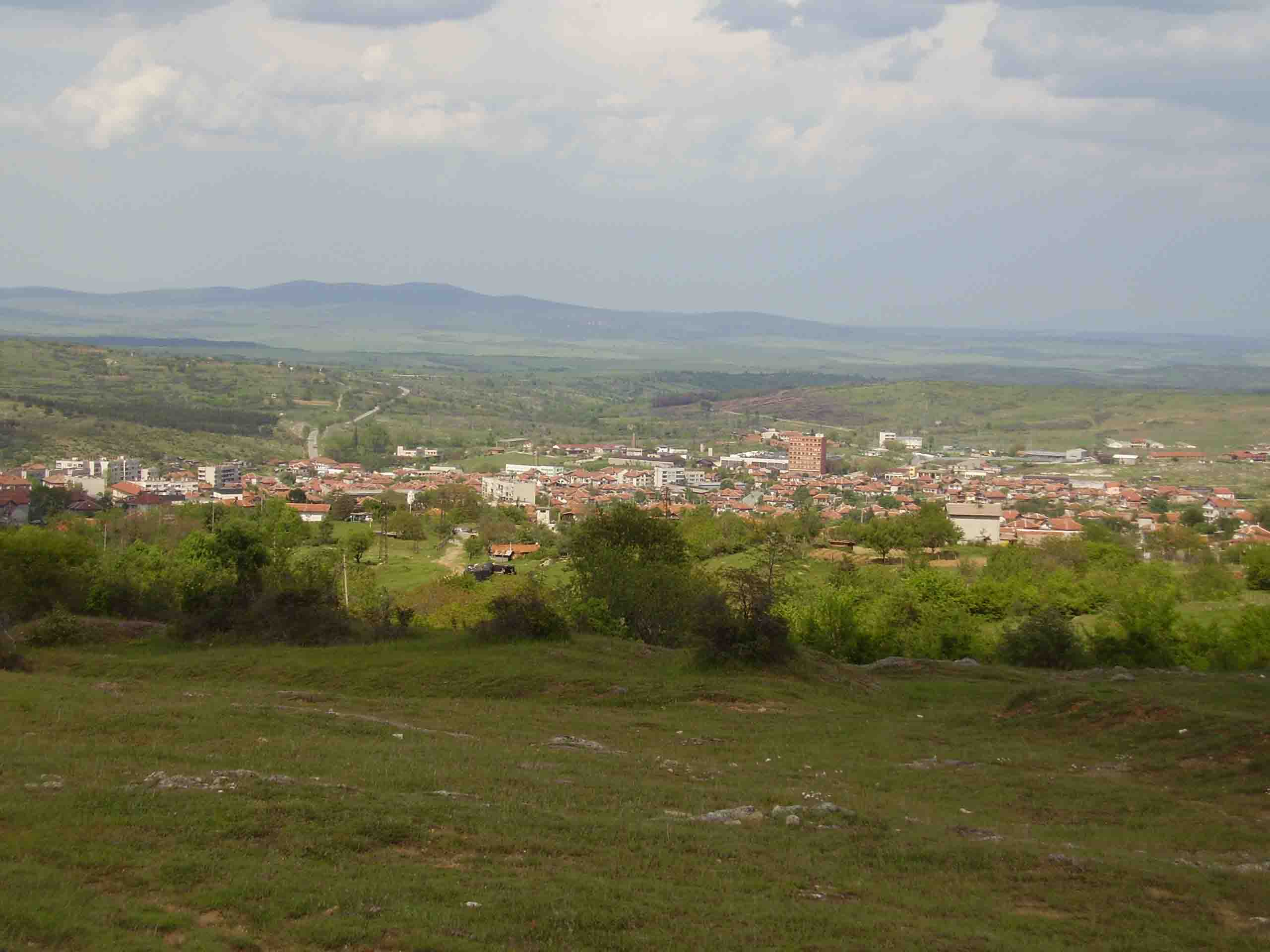
Vue de Topolovgrad depuis le massif du Sakar
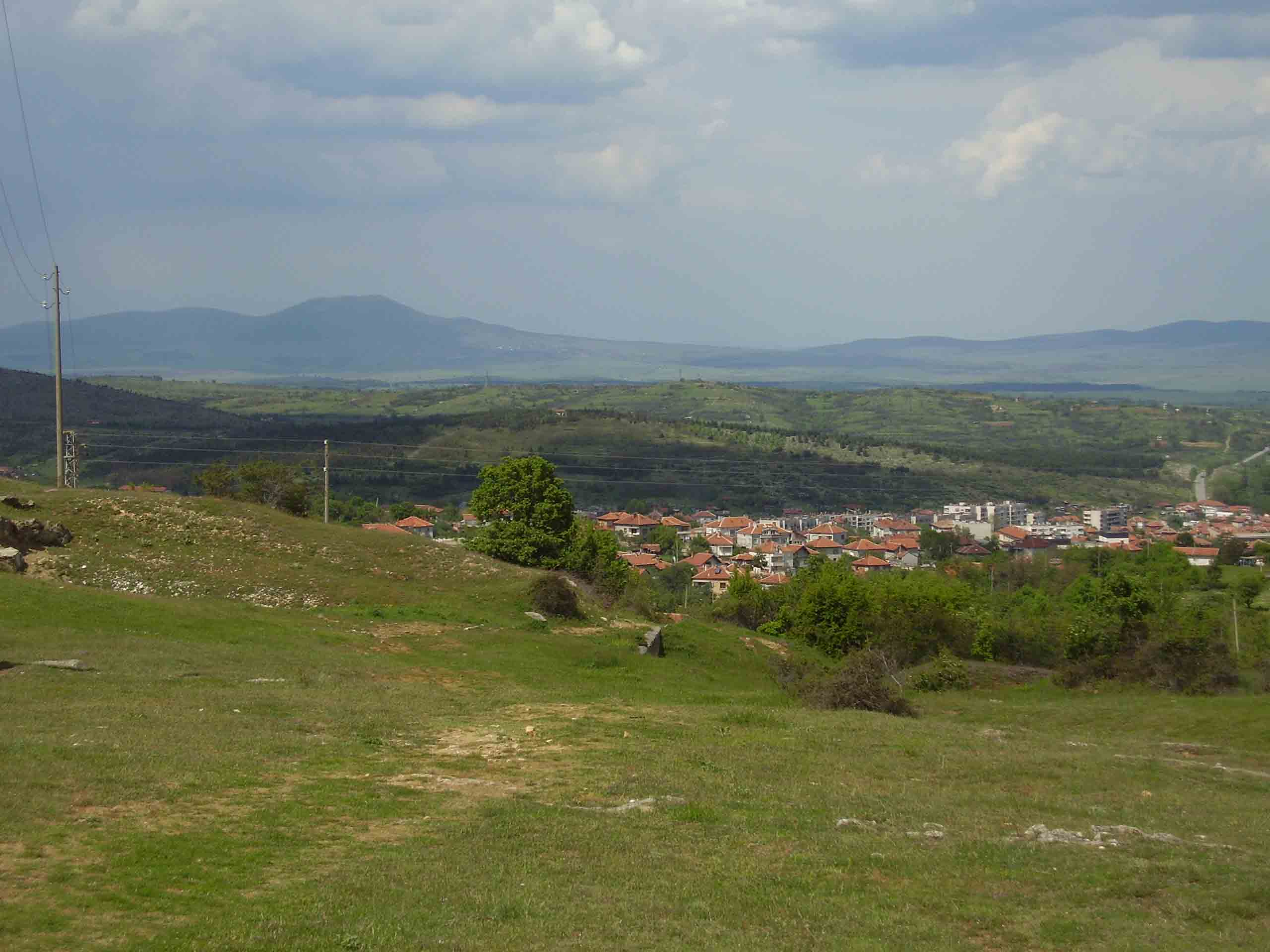
Vue de Topolovgrad en direction des hauteurs Manastirski
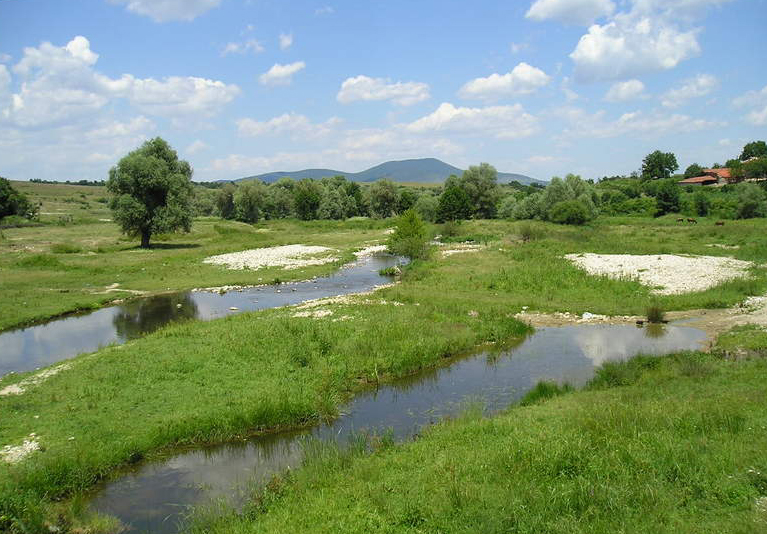
Paysage près de Topolovo, en direction des hauteurs Manastirski
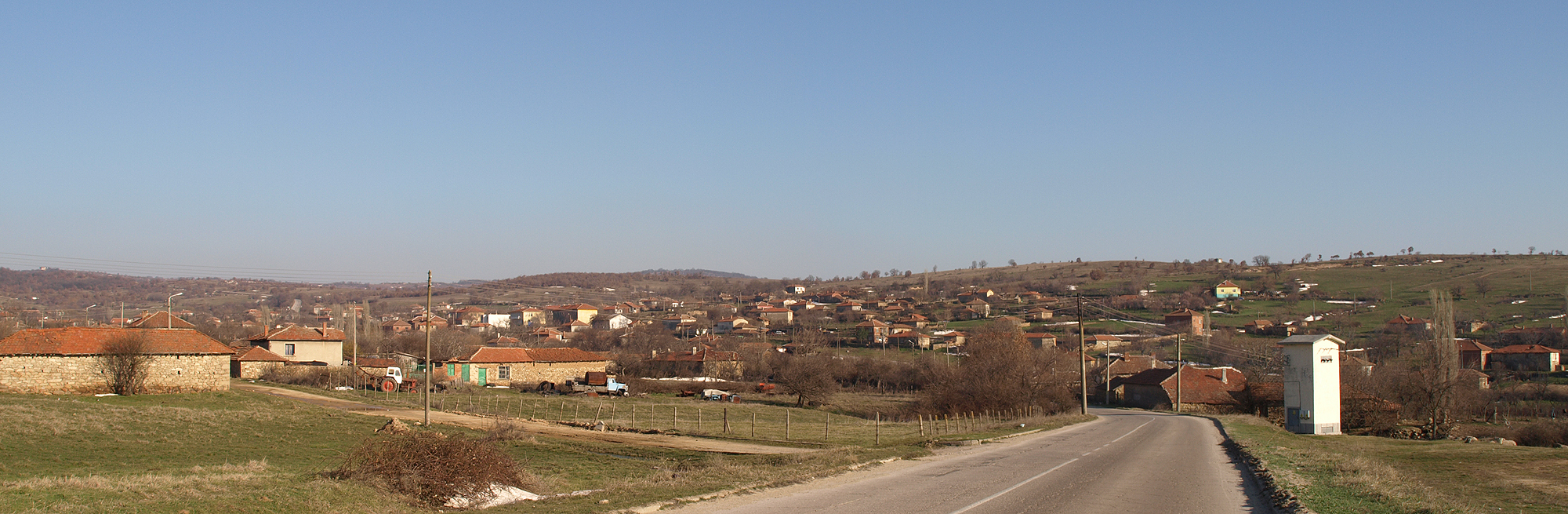
Village de Balgarska polyana
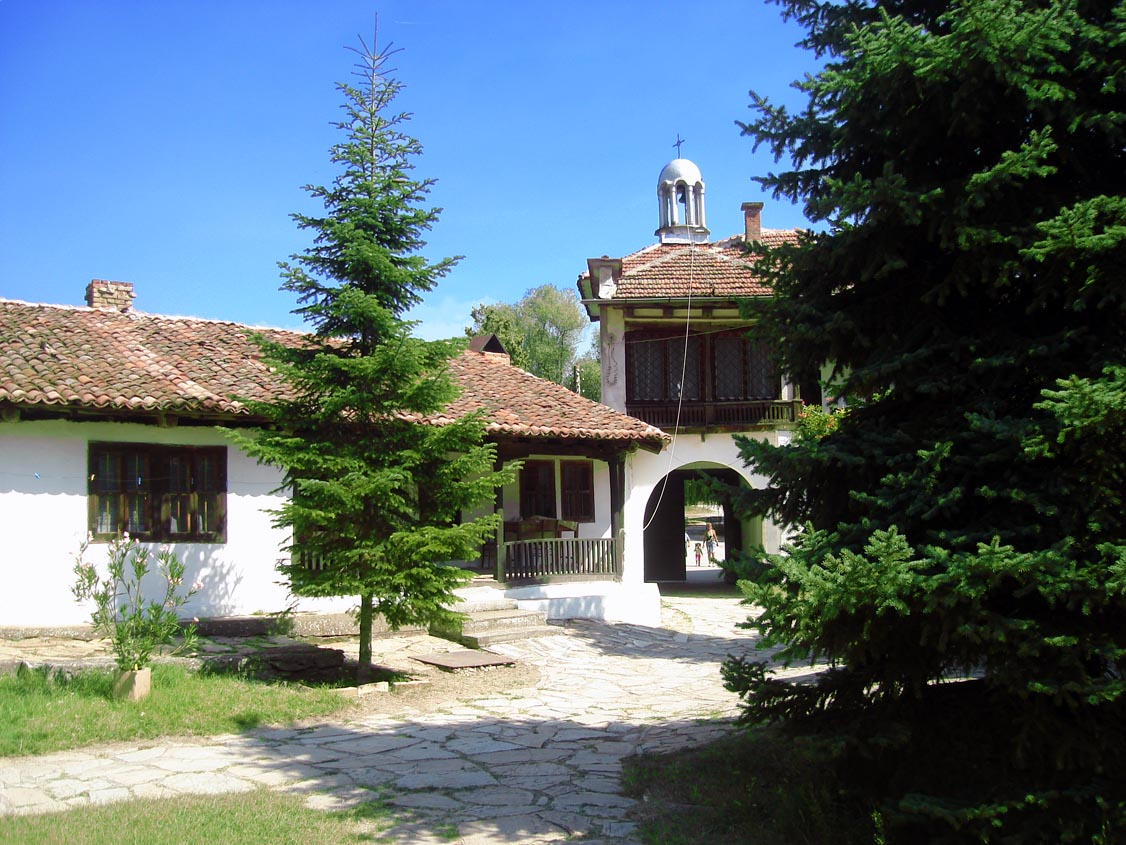
Le monastère Svéta troïtsa (Sainte Trinité) entre Mramor et Oustrém
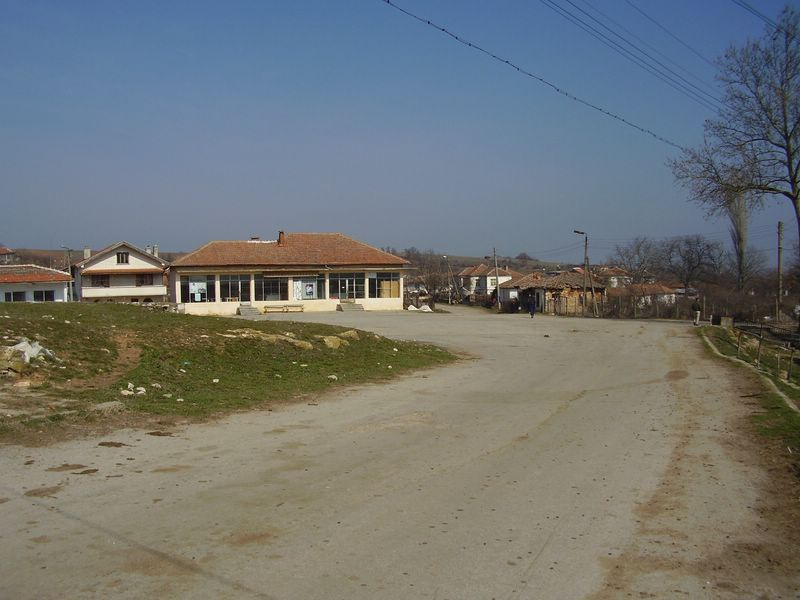
Village de Kapitan Pétko Voïvoda
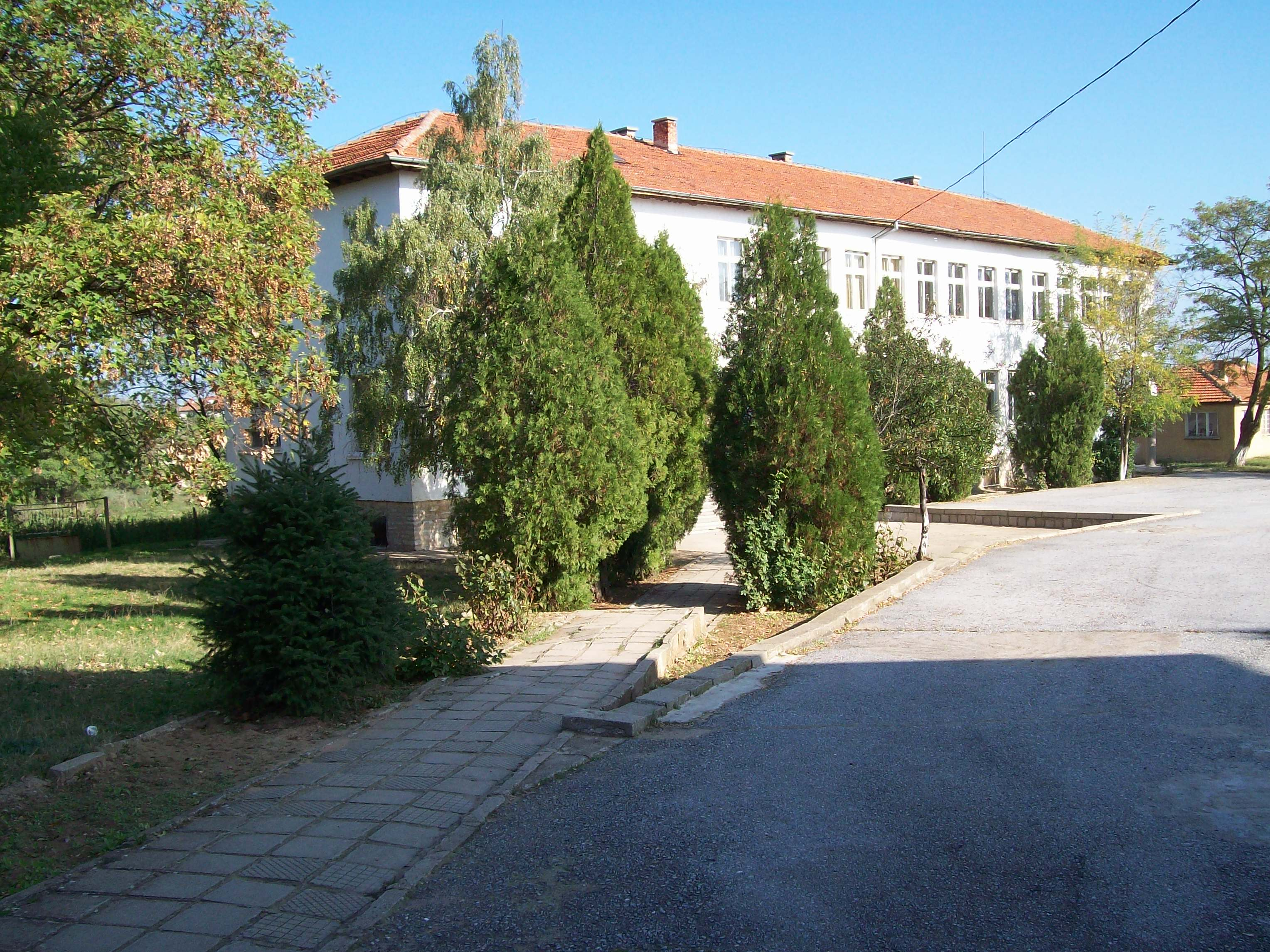
L'école à Oréchnik